# Tiduvere
Tiduvere – wieś w Estonii, w prowincji Rapla, w gminie Vigala.